# Уљано (Мачерата)
Уљано је насеље у Италији у округу Мачерата, региону Марке.
Према процени из 2011. у насељу је живело 26 становника. Насеље се налази на надморској висини од 552 м.